# Władimir Tarasienko
Władimir Andriejewicz Tarasienko (ros. Владимир Андреевич Тарасенко; ur. 13 grudnia 1991 w Nowosybirsku) – rosyjski hokeista, reprezentant Rosji, olimpijczyk.
Syn Andrieja (ur. 1968), hokeisty i trenera.

## Kariera
- Sibir Nowosybirsk (2007-2012)
  -  Sibirskie Snajpieri Nowosybirsk (2010)
- SKA Sankt Petersburg (2012)
- St. Louis Blues (2012-2023)
  -  SKA Sankt Petersburg (2012-2013)
- New York Rangers (2023-)

Wychowanek Sibiru Nowosybirsk. Od stycznia 2012 zawodnik SKA Sankt Petersburg. Od maja 2012 gracz St. Louis Blues (podpisał 3-letnią umowę). Od września 2012 do stycznia 2013 roku na okres lokautu w sezonie NHL (2012/2013) związany rocznym kontraktem z poprzednim klubem SKA. W lipcu 2015 przedłużył kontrakt z St. Louis Blues o osiem lat. W lutym 2023 został przetransferowany do New York Rangers.
Uczestniczył w turniejach mistrzostw świata 2011, 2015, zimowych igrzysk olimpijskich 2014, Pucharu Świata 2016. W składzie reprezentacji Rosyjskiego Komitetu Olimpijskiego (ang. ROC) brał udział w turnieju MŚ edycji 2021.

## Osiągnięcia

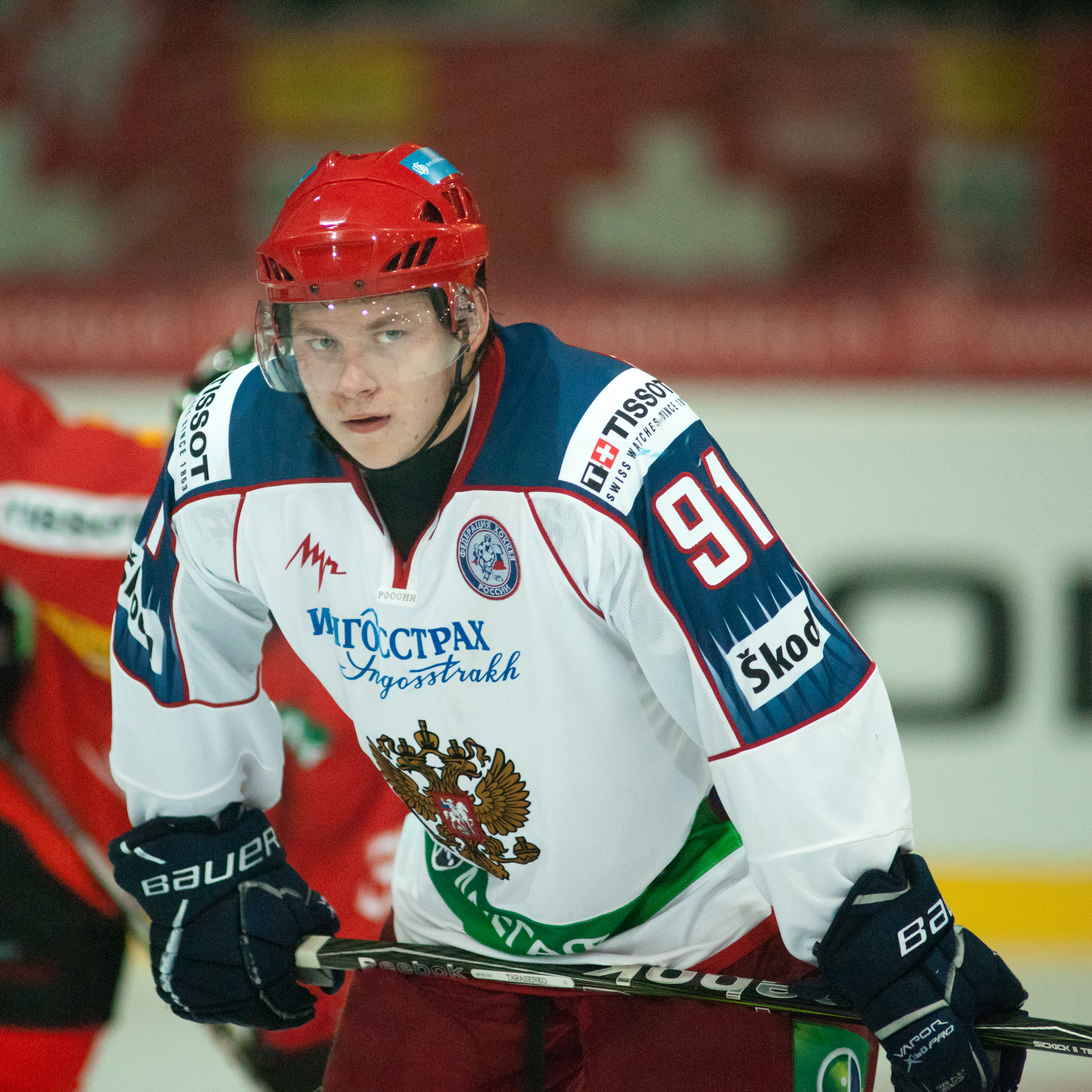
Władimir Tarasienko w barwach reprezentacji Rosji (2011)

Reprezentacyjne
- Srebrny medal mistrzostw świata juniorów do lat 18: 2008, 2009
- Złoty medal mistrzostw świata juniorów do lat 20: 2009
- Srebrny medal mistrzostw świata: 2015

Klubowe
- Puchar Stanleya: 2019 z St. Louis Blues

Indywidualne
- Mistrzostwa świata do lat 18 w hokeju na lodzie mężczyzn 2009/Elita:
  - Skład gwiazd turnieju[6]
- Mistrzostwa Świata Juniorów w Hokeju na Lodzie 2009/Elita:
  - Skład gwiazd turnieju
- Mistrzostwa Świata Juniorów w Hokeju na Lodzie 2011/Elita:
  - Drugie miejsce w klasyfikacji kanadyjskiej turnieju: 11 punktów[7]
  - Czwarte miejsce w klasyfikacji asystentów turnieju: 7 asyst[8]
  - Jeden z trzech najlepszych zawodników reprezentacji[9]
- KHL (2011/2012):
  - Mecz Gwiazd KHL
  - Najlepszy napastnik miesiąca – październik 2011, marzec 2012
  - Drugie miejsce w klasyfikacji strzelców zwycięskich goli w rundzie zasadniczej: 6 goli
  - Trzecie miejsce w klasyfikacji strzelców w fazie play-off: 10 goli
  - Czwarte miejsce w klasyfikacji kanadyjskiej w fazie play-off: 16 punktów
  - Drugie miejsce w klasyfikacji +/− w fazie play-off: +10
- KHL (2012/2013):
  - Mecz Gwiazd KHL (wybrany, nie wystąpił z powodu zakończenia powrotu do NHL)[10]
- NHL (2012/2013):
  - Najlepszy pierwszoroczniak miesiąca – styczeń 2013
- NHL (2014/2015):
  - NHL All-Star Game
  - Drugi skład gwiazd
- NHL (2016/2017):
  - NHL All-Star Game